# Syllepte cissalis
Syllepte cissalis is een vlinder van de familie van de grasmotten (Crambidae). De wetenschappelijke naam van deze soort is voor het eerst voorgesteld door Hiroshi Yamanaka in een publicatie uit 1987. De spanwijdte van het vrouwtje bedraagt 22 millimeter.
De soort komt voor in Zuid-Korea en Japan (Honshu).